# Howard Andrew Knox
Howard Andrew Knox, né le 7 mars 1885 à Romeo dans le Michigan, et mort le 27 juillet 1949 à New Hampton, dans le New Hampshire, est un médecin cardiologue, spécialiste des maladies rhumatismales. Il est l'un des pionniers, au début du XXe siècle, des tests d'intelligence, auxquels il a apporté des contributions importantes lorsqu'il était médecin au centre d'accueil des immigrants d'Ellis Island (1911-1916), en créant le « Cube Imitation Test », connu comme le Knox Cubes (en).

## Biographie
Après avoir obtenu son diplôme de l'école secondaire à Willimantic (Connecticut), Howard Andrew Knox s'inscrit à la faculté de médecine de Dartmouth College à Hanover (New Hampshire), où il obtient son doctorat en médecine en 1908. Il se spécialise en psychiatrie puis prend un poste à l'hôpital psychiatrique de Worcester, MA. En 1908, l'opportunité de devenir médecin militaire s'ouvre à lui et, après quelques mois de formation, il est nommé médecin militaire, avec le grade de lieutenant. Il est chirurgien dans le Connecticut, puis fait une formation à l'école de médecine militaire de Washington (Army Medical School) et est nommé assistant chirurgien dans le New Jersey. Il occupe plusieurs positions dans l'armée, dont il démissionne en 1911, puis exerce comme médecin généraliste, à Sheffield dans le comté de Berkshire (Massachusetts).

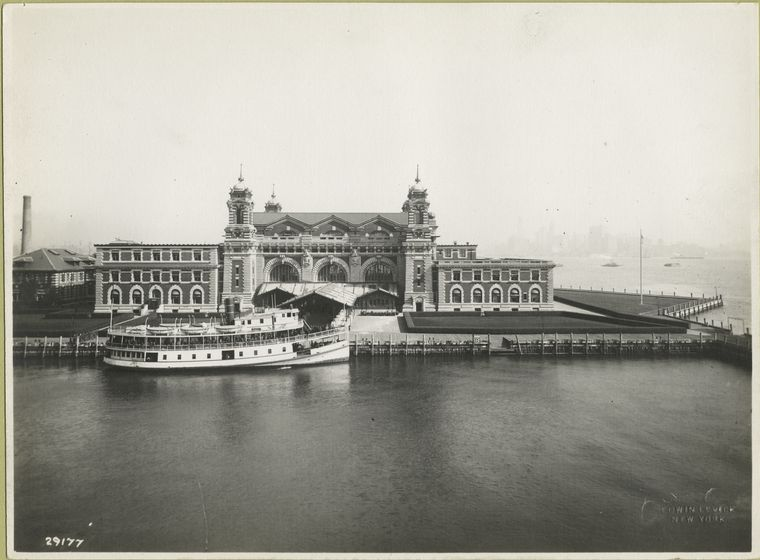
Centre d'immigration d'Ellis Island

En 1910, il a lu les comptes rendus de conférences données aux États-Unis en 1909 par Sigmund Freud et Carl Gustav Jung, dans l'American Journal of Psychology, et s'est intéressé aux questions liées à l'intelligence humaine. En 1911, il postule pour exercer comme médecin dans la marine américaine, et son premier poste, en 1912, est une affectation au centre d'immigration d'Ellis Island. À l'époque, il y avait une volonté de restreindre l'immigration vers les États-Unis et le centre d'accueil des immigrants d'Ellis Island, depuis 1900, filtrait les arrivées, non plus seulement par des quotas en fonction de l'origine ou en imposant une taxe financière, mais en s'intéressant aux capacités intellectuelles des arrivants. Les idées eugénistes de Francis Galton s'étaient popularisées et notamment l'idée que les personnes déficientes intellectuellement pouvaient provoquer un affaiblissement de la société. La préoccupation concernait aussi les candidats à l’obtention d'un permis de séjour aux États-Unis. Or, l'utilisation des tests d'intelligence habituellement utilisés pour déterminer l'intelligence posaient des problèmes de deux ordres. D'une part, ils évaluaient sur un plan sémantique des savoirs spécifiques à l'origine et à la culture. D'autre part, les données normatives utilisées pour comparer les scores à une personne « moyenne » du même âge se basaient sur les résultats d'écoliers français ou américains, qui ne permettaient pas de déterminer les aptitudes mentales des candidats désireux d'entrer aux États-Unis.
Dans un article fondateur, intitulé « A scale, based on the work at Ellis Island, for estimating mental defect », qu'il publie en 1913 dans le New York Medical Journal, Knox évoque une façon de traiter le premier problème. Il évoque deux nouveaux tests de performance, qui ne font pas appel à des connaissances verbales ou culturelles. Le test d'imitation de cubes, connu comme « les cubes de Knox » se compose de quatre grands cubes noirs et d'un petit cube noir. L'examinateur déplace le petit cube lentement et délibérément dans des configurations différentes, par rapport aux quatre cubes, puis il invite le candidat à imiter ses mouvements. La difficulté et la complexité est progressive, et chaque étape peut être corrélée à un niveau de performance intellectuelle.
Knox a également introduit une planche de forme de test (appelé le puzzle géographique, ou “G”), qui consistait à placer des pièces à la bonne place sur une planche, ce qui exigeait à la fois une coordination motrice et une prise de décision. Il a estimé que ces deux tests pouvaient déterminer les facultés intellectuelles du candidat, sans faire appel à des connaissances culturelles spécifiques.
En 1916, il démissionne de l'armée et cesse toute contribution dans le domaine des tests psychologiques. Il prend une pratique médicale privée, d'abord à Hudson City (New Jersey), puis à North Hampton (New Hampshire), où il meurt en 1949 d'artériosclérose.

## Publications
- « A scale, based on the work at Ellis Island, for estimating mental defect », Journal of the American Medical Association, March 7, 1914, LXII, 10, 741-747 résumé.